# Kalmberg-Schanzen
Die Kalmberg-Schanzen in Bad Goisern besteht aus mehreren Skisprungschanzen. Zur Anlage gehören zwei kleine Schanzen der Kategorie K 20, K 30, zwei mittlere Schanzen der Kategorie K 50, K 70 und eine Normalschanze der Kategorie K 90. Die Schanzen sind nicht mit Matten belegt.

## Geschichte
Alle kleineren Schanzen wurden in Bad Goisern am Kalmberg gebaut und 1953 die Normalschanze. Später wurde die Normalschanze zur K 90 und K 70 ausgebaut. 1954 baute man die K 40-Schanze, aber sie existiert heute nicht mehr. Bis zum Ende des 20. Jahrhunderts wurde auf der K 70- und K 90-Schanze gesprungen. Es werden nur noch die ganzen kleinen Schanzen von der Nordischen Trainingsgemeinschaft im Winter benutzt. Der Weltcup der Nordischen Kombination war in den Jahren 1987, 1991 und 1995 auf der K 90-Schanze zu Gast. 1999 fanden zwei Springen des Skisprung-Continental-Cups statt.

### Internationale Wettbewerbe
Genannt werden alle von der FIS organisierten Sprungwettbewerbe.
| Datum           | Kategorie       | Schanze | 1. Platz         | 2. Platz    | 3. Platz         |
| --------------- | --------------- | ------- | ---------------- | ----------- | ---------------- |
| 9. Januar 1999  | Continental Cup | K90     | Fabian Ebenhoch  | Martin Koch | Rolando Kaligaro |
| 10. Januar 1999 | Continental Cup | K90     | Primož Urh-Zupan | Martin Koch | Marius Småriset  |